# Францисканки-миссионерки Марии

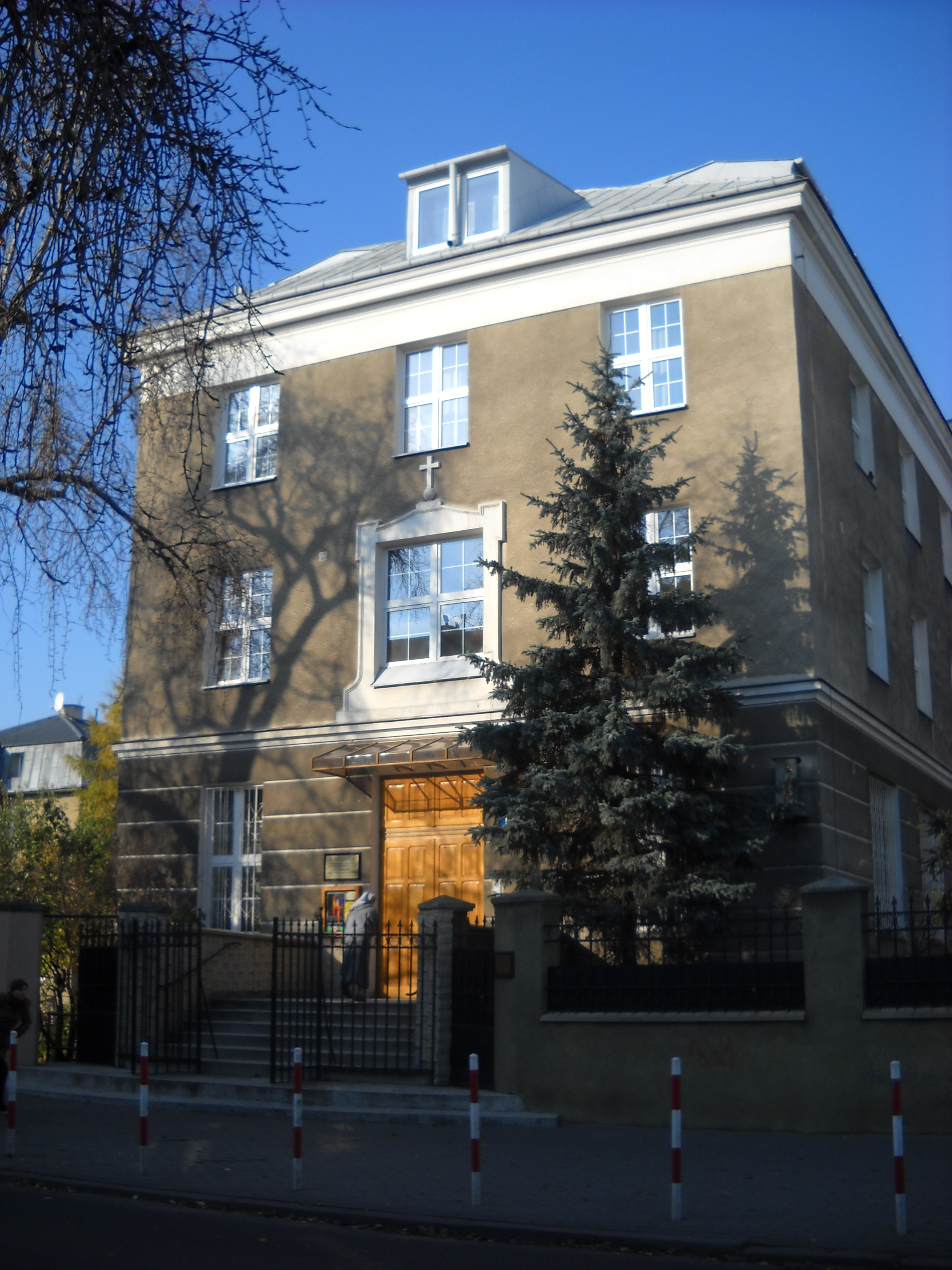
Монастырь конгрегации в Варшаве, Польша

Францисканки-миссионерки Марии  (лат. Congregatio Franciscalium Missionariarum a Maria) — название женской католической монашеской конгрегации.

## История
Конгрегацию «Францисканки-миссионерки Марии» основала в 1877 году блаженная Римско-католической церкви Елена Мария де Шаппотен, когда она работала в Индии. 6 января 1877 года конгрегация была утверждена Римским папой Пием IX.
С самого начала своего основания конгрегация «Францисканки-миссионерки Марии» занималась миссионерской деятельностью в Индии и Китае. В настоящее время монахини конгрегации занимаются евангелизацией, благотворительной, педагогической и образовательной деятельностью.
С 1928 года по 1948 год действовала Школа при Конвенте Сестер Францисканок-Миссионерок Пресвятой Девы Марии в Харбине.

## Блаженные и святые конгрегации
- Елена Мария де Шаппотен — основательница конгрегации;
- Семь мучениц из группы 120 китайских мучеников: Мария Адольфина, Мария Амандина, Мария Божьего Рождества, Мария Гермина Иисуса, Мария Клара, Мария Мира, Мария святого Иустина;
- Мария Ассунта Паллота

## Источник
- Официальный сайт конгрегации Архивная копия от 22 июля 2011 на Wayback Machine (англ.)